# Jestřebické pokličky
Jestřebické pokličky jsou pískovcový skalní útvar nacházející se nad Vojtěchovským dolem, asi jeden kilometr západně od Vojtěchova. Stejně jako v případě známějších Mšenských pokliček jde o ukázku selektivního zvětrávání, kdy vrchní tvrdá železitá vrstva odolnější povětrnostním vlivům tvoří takzvané poklice, které kryjí měkčí spodní vrstvy.
Skalní útvar se nachází na odbočce zelené turistické značky mezi Jestřebicí a Vojtěchovem. Cesta k němu vede poměrně strmým svahem.

## Galerie

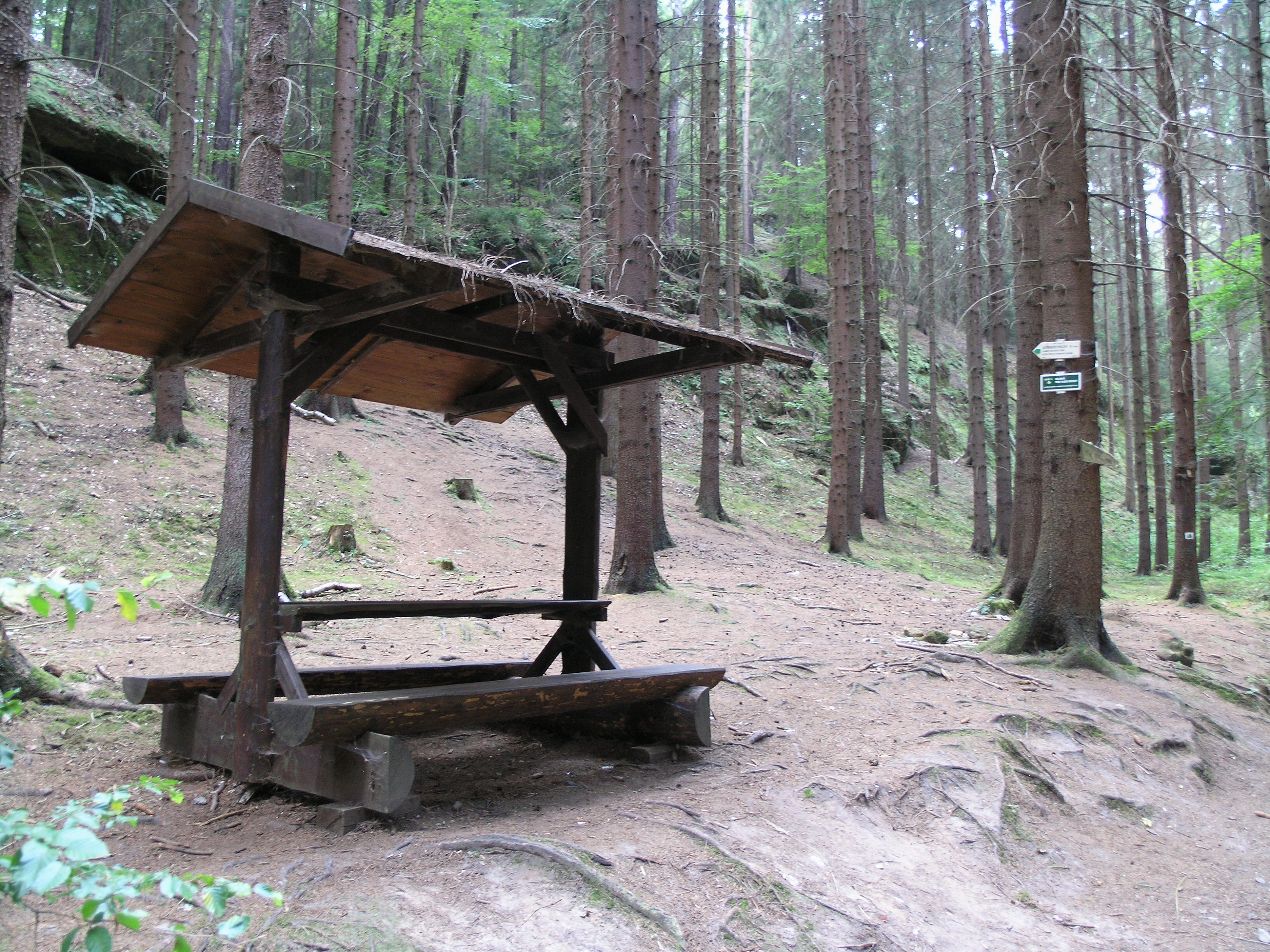
Odpočívadlo u odbočky ve Vojtěchovském dole
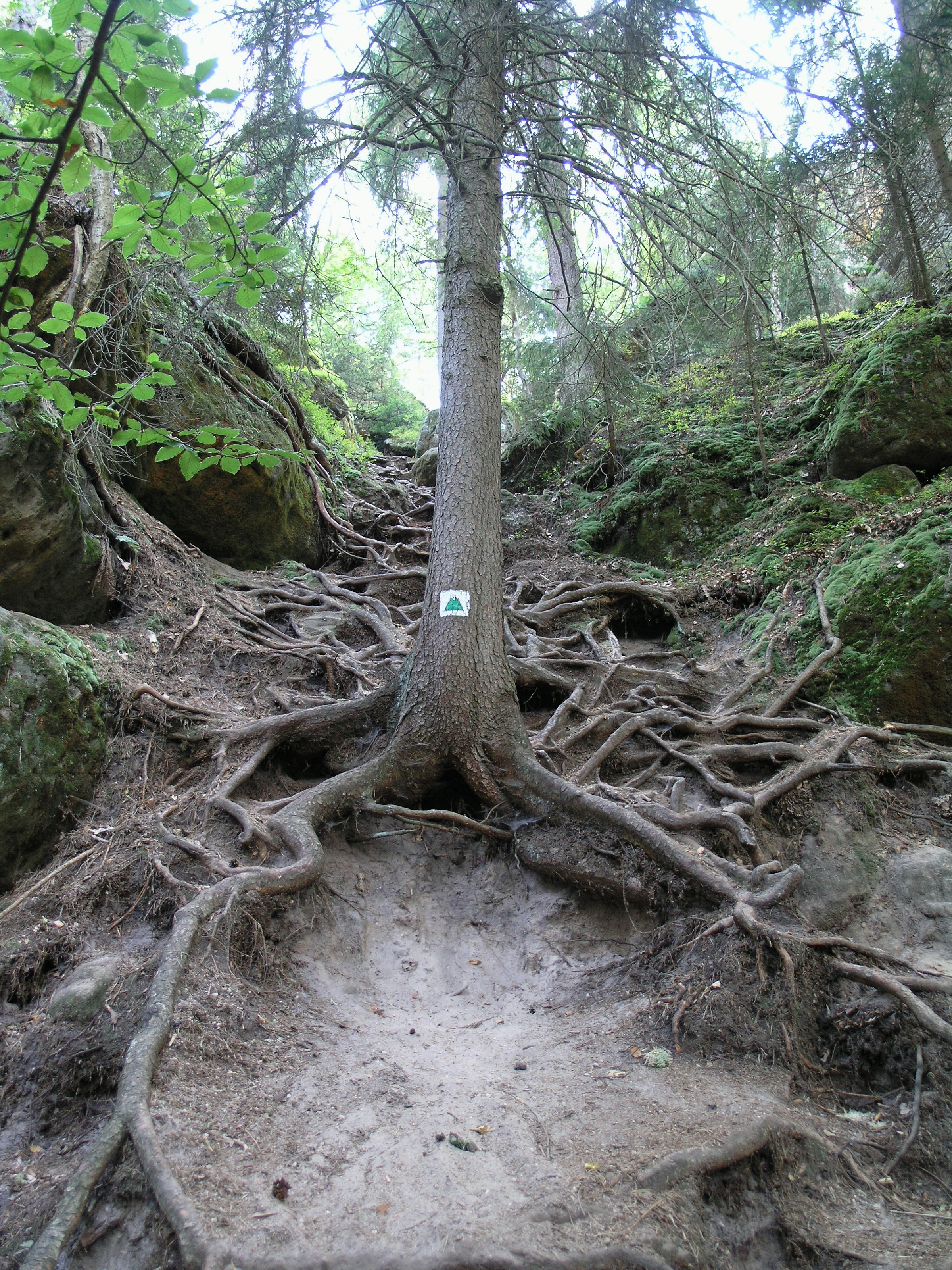
Přístupová cesta
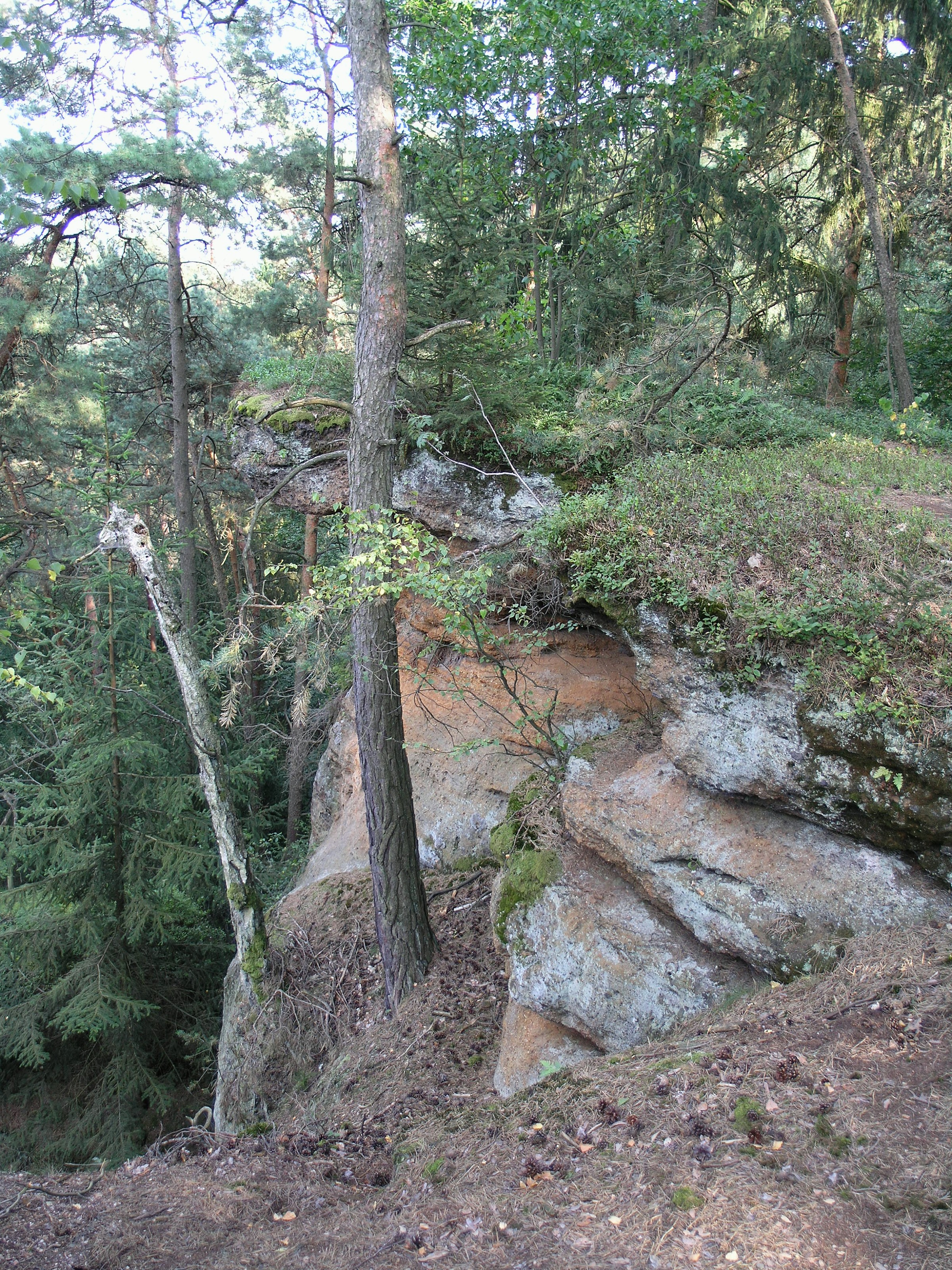
Pokličky